# Goran Listeš
Goran Listeš (Split, 1961. – Rim, 27. listopada 2020.) bio je hrvatski gitarist i glazbeni pedagog.

## Životopis
Gitaru je diplomirao 1983. na Muzičkoj akademiji u Zagrebu te 1986. na Hochschule für Musik und darstellende Kunst u Grazu. Na Glazbenom odjelu Umjetničke akademije u Splitu bio je mentor generacijama gitarista. Predavao je metodiku gitare i povijest izvođačke umjetnosti. 
Godine 1984. na natjecanju mladih hrvatskih glazbenika u organizaciji zaklade Ive Pogorelića osvaja prvo mjesto. Prve nagrade osvaja na međunarodnim natjecanjima u Beogradu (1985.), Rimu i Bariju (1989.), te u belgijskome Walcourtu (1990.). Održao je brojne koncerte u Europi, kao solist nastupao s orkestrima Zagrebačke filharmonije, Češke filharmonije, s orkestrom opere Hrvatskoga narodnog kazališta u Splitu, s Talijanskim komornim orkestrom, Madridskim orkestrom i drugima. Bio je član Zagrebačkog gitarskog trija, talijanskog gitarskog kvarteta Leonardo, Talijanskog gitarskog dua. Sa Zagrebačkim triom 1995. godine osvojio je Vjesnikovu nagradu Slavenski, 2004. godine godišnju nagradu Vladimir Nazor, 2005. nagradu Milke Trnine te 2020. nagradu Porin za najbolji album klasične glazbe. Majstorske tečajeve održavao je u Austriji, Hrvatskoj, Italiji i Njemačkoj. 

## Vanjske poveznice
- Slobodna Dalmacija.hr – Jakov Kosanović: Goran Listeš bio je strastveni ‘dječak s gitarom‘, vrsni glazbenik i profesor, prisjećaju se kolege i učenici, gitaristički virtuozi
- Goran Listeš na Discogsu
- Goran Listeš na Spotifyu
- Goran Listeš na Apple Musicu
- Goran Listeš na Napsteru